# Ficus wassa
Ficus wassa — вид цветковых растений, рода фикус семейства тутовые. Растение активно используется местным населением в пищевых и хозяйственных целях.

## Распространение
Вид встречается в Индонезии, Новой Гвинеи, Соломоновых островах и Вануату. Лесной вид, как правило, предпочитает открытые леса, на высотах до 2600 метров над уровнем моря.

## Описание
Это кустарник или невысокое дерево высотой от 5 до 8 м. Плоды красного или фиолетового цвета.

## Использование
Местными народами в пищу употребляют плоды и молодые листья. Кору используют для лечения колита, корни — как противозачаточное средство.
Листья имеют шероховатую поверхность и используется как замена наждачной бумаги для чистки кастрюль и сковородок. Волокнистая кора используется как головной убор для мужчин. Из коры делают верёвки, а волокнистые ветви используются для чистки зубов. В листья заворачивают пищу для длительного хранения.